# Kodziowce
Kodziowce (biał. Кодзеўцы; ros. Кодевцы) – wieś na Białorusi, w obwodzie grodzieńskim, w rejonie grodzieńskim, w sielsowiecie Sopoćkinie.
Dawniej wieś i folwark. W dwudziestoleciu międzywojennym wieś leżała w Polsce, w województwie białostockim, w powiecie augustowskim.

## Bój pod Kodziowcami
W czasie kampanii wrześniowej, 22 września 1939, odbyła się tu bitwa pomiędzy wojskami polskimi i radzieckimi, zakończona zwycięstwem Polaków.
Wieczorem 21 września 1939 r. bolszewickie oddziały pancerne zaatakowały 101 pułk ułanów Brygady Rezerwowej Kawalerii Wołkowysk pod Kodziowcami i okrążyły go. O świcie 22 września na rozkaz dowódcy pułku majora Stanisława Żukowskiego, szwadrony ruszyły do ataku w szyku pieszym. Doszło do walki na bagnety. W ten sposób oddziały próbowały utorować sobie drogę do granicy litewskiej. Na początku bitwy prowadząc atak zginął dowódca 3 szwadronu porucznik Stanisław Dobrzański. W wyniku odniesionych ran zmarł również dowódca pułku major Żukowski.
W miejscu bitwy wzniesiono pomnik. Na cmentarzu w Sylwanowcach znajduje mogiła żołnierzy poległych w bitwie.